# Bojan Grego
Bojan Grego (Rijeka, 9. srpnja 1970.), hrvatski jedriličar.
Natjecao se na Olimpijskim igrama 1992. u klasi leteći Holandez. Bio je najmlađi natjecatelj u toj klasi. Osvojio je 22. mjesto.
Na europskom prvenstvu 1989. kao reprezentativac Jugoslavije osvojio je zlatnu medalju u klasi 420.
Bio je član Galeba iz Rijeke.
6 puta državni prvak u jedrenju u 3 klase: 2 x 420, 2 x Leteći Holandez, 2 x Šljuka.
S bratom Vladom je suvlasnik tvrtke "Ullman Sail Croatia" u Rijeci, kojoj se pridružila tvrtka "Grego Sails" koju je pak osnovao njihov otac.
Otac mu je Anton Grego, osvajač medalja na svjetskim i europskim prvenstvima u jedrenju.